# Edy Angelillo
Edy Angelillo (Venezia, 7 settembre 1961) è un'attrice italiana di teatro, cinema e televisione.

## Biografia
Figlia dei cantanti Franco & Regina (Franco Angelillo e Regina Garofalo), Edy Angelillo iniziò giovanissima a frequentare scuole di danza, mimo e recitazione. Il debutto nel mondo dello spettacolo avvenne nel 1979, come "ragazza del mese" nel programma Domenica in e come cantante, con l'incisione del 45 giri Lontana e irraggiungibile/Senza confini, per la WEA Records. Nello stesso anno fu scelta da Maurizio Nichetti per interpretare il ruolo di ballerina in Ratataplan, per poi partecipare ad altri film di successo come In viaggio con papà (1982), diretto da Alberto Sordi, Madonna che silenzio c'è stasera (1982) di Maurizio Ponzi, in cui recita accanto a Francesco Nuti, e La bruttina stagionata (1996), di Anna Di Francisca, per il quale viene candidata al David di Donatello per la migliore attrice non protagonista.
Nel 1984 affianca Pippo Baudo nella presentazione del Festival di Sanremo, nel 1998 interpreta il personaggio di Irene nella prima stagione della serie televisiva Un medico in famiglia, diretta nuovamente da Anna Di Francisca accanto a Riccardo Donna. Successivamente è stata protagonista in altre fiction TV, tra cui le miniserie TV di Rai 1 Madri (1999) di Angelo Longoni, Giorni da Leone (2002), di Francesco Barilli, e Il veterinario (2005) di José María Sánchez, la sit-com di Rai 2 Sweet India (2006), diretta da Riccardo Donna. Nel 2011 ritorna a lavorare con il collega di Un medico in famiglia Giulio Scarpati e con Nino Frassica nella serie televisiva di Rai 1 Cugino & cugino.
Nel 2017 prende parte alla settima edizione di Tale e quale show su Rai 1. Durante l'estate 2018, insieme ad alcuni concorrenti del programma, quali Annalisa Minetti, Valeria Altobelli e Federico Angelucci, prende parte al BCT - Festival nazionale del cinema e della televisione con lo spettacolo Tale e quale show - Uno show… di successo.

## Filmografia

### Cinema

Edy Angelillo in Ratataplan (1979)

- Ratataplan, regia di Maurizio Nichetti (1979)
- Ombre, regia di Giorgio Cavedon (1980)
- La baraonda, regia di Florestano Vancini (1981)
- Madonna che silenzio c'è stasera, regia di Maurizio Ponzi (1982)
- In viaggio con papà, regia di Alberto Sordi (1982)
- Cenerentola '80, regia di Roberto Malenotti (1984)
- Bolero Extasy, regia di John Derek (1984)
- La bruttina stagionata, regia di Anna Di Francisca (1996)
- Pazze di me, regia di Fausto Brizzi (2013)
- Zeta - Una storia hip-hop, regia di Cosimo Alemà (2016)

### Televisione
- Aeroporto internazionale - serie TV, episodio 1x21, regia di Paolo Poeti (1985)
- Zanzibar - serie TV, episodio 1: L'anello mancante, regia di Marco Mattolini (1988)
- Professione fantasma - serie TV, regia di Vittorio De Sisti (1998)
- Un medico in famiglia - serie TV, regia di Anna Di Francisca e Riccardo Donna (1998-1999)
- Le madri - film TV, regia di Angelo Longoni (1999)
- Giorni da Leone - miniserie TV, regia di Francesco Barilli (2002-2006)
- Padri - film TV, regia di Riccardo Donna (2002)
- Amanti e segreti - serie TV, regia di Gianni Lepre (2004)
- Don Matteo 4 - serie TV, episodio 18: Il dono, regia di Andrea Barzini (2004)
- Il veterinario - film TV, regia di José María Sánchez (2005)
- Sweet India - serie TV, regia di Riccardo Donna (2006)
- Provaci ancora prof 2 - serie TV, episodio 2: Una mina vagante, regia di Rossella Izzo (2007)
- Una sera d'ottobre - serie TV, regia di Vittorio Sindoni (2009)
- Cugino & cugino - serie TV, regia di Vittorio Sindoni (2011)
- Così è la vita - serie TV, puntata 11: La metà oscura, regia di Tommaso Agnese (2013)
- Furore, regia di Alessio Inturri (2018)
- Noi, regia di Luca Ribuoli - serie TV, episodio 1x08 (2022)

### Cortometraggi
- Can can, regia di Matteo Oleotto (2004)
- Appena giovani, regia di Tommaso Agnese (2007)

## Teatro
- Non c'è tempo amore, testo e regia di Lorenzo Gioielli
- 15 marzo 44 a.C., testo e regia di Lorenzo Gioielli
- Ninà di A. Roussin, regia di C. Alighiero
- Radice di 2 di A. Bennicelli, regia E. M. Lamanna
- Io non ti conosco più di A. De Benedetti, regia di C. Alighiero
- Rugantino di Garinei e Giovannini, regia di Pietro Garinei
- Capitolo secondo di Neil Simon, regia di Patrick Rossi Gastaldi
- Il funerale del poeta di G. Eleonori, regia di Ninni Bruschetta
- Tre delitti di Erba-Longoni-Clementi, regia di Bruno Maccallini
- Cantando sotto la pioggia di Stanley Donen, regia di Saverio Marconi
- Amori inquieti di Carlo Goldoni, regia di Augusto Zucchi
- Luv di Murray Schisgal, regia di Patrick Rossi Gastaldi
- Le confessioni, testo e regia di Walter Manfrè
- Zot di Duccio Camerini
- I topi ballano, testo e regia di Mattia Sbragia
- Carmela e Paolino di José Sanchis Sinisterra, regia di A. Savelli
- La piccola bottega degli orrori di Menken e Hashmann, regia S. Marconi
- La stanza del delitto di Jack Sharkey, regia di S. Marconi
- Post scriptum: il tuo gatto è morto, regia di J. M. Bardwell
- La vita comincia ogni mattina di Terzoli e Vaime, regia di Pietro Garinei
- Centocinquanta la gallina canta di Achille Campanile, regia di Marina Garroni
- Questi figli amatissimi di Roberta Skerl, regia di Silvio Giordani (2014)
- Que serà di Roberta Skerl, regia di Paolo Triestino (2019)
- La ciliegina sulla torta di Diego Ruiz, regia di Diego Ruiz (2024)
- Montagne russe di Eric Assous, regia di Enrico Maria Lamanna (2024)

## Programmi TV
- Fresco fresco - seconda edizione, regia di Siro Marcellini, Luigi Turolla, Enrico Vincenti (Rete 1, 1981)
- Colosseum - Un programma quasi per gioco, regia di Mario Zanot (Rai 1, 1983)

## Discografia

### Singoli
- 1979 – Lontana e irraggiungibile/Senza confini (WEA, T 18096) (come Edi)
- 1981 – Per una storia in più/Un po' su (WEA, T 18746)